# Aniela Aleksandrowicz
Aniela Maria Aleksandrowicz (ur. 1866, zm. 15 marca 1946 we Lwowie) – polska nauczycielka, polityczka narodowo-demokratyczna, działaczka społeczna i niepodległościowa związana ze Lwowem.

## Życiorys
W okresie zaboru austriackiego w ramach autonomii galicyjskiej na przełomie XIX i XX wieku pracowała jako starsza nauczycielka szkoły żeńskiej we Lwowie. Pod koniec XIX wieku działała w tajnym ruchu niepodległościowym na obszarze Galicji.
Działała społecznie. 6 kwietnia 1902 zasiadła w radzie nadzorczej Wytwórczo-Handlowej Spółki Przyborów Szkolnych we Lwowie. Była sekretarką Związku Nauczycielek we Lwowie (powstałego w 1903 z połączenia Związku Koleżeńskiego Byłych Seminarzystek i Nauczycielek ze Stowarzyszeniem Nauczycielek). Była członkiem zarządu Polskiego Towarzystwa Pedagogicznego we Lwowie od 1903 do 1906. Przystąpiła do Towarzystwa Szkoły Ludowej, pełniła funkcję prezes koła lwowskiego TSL, otrzymała godność członka honorowego TSL. Była zastępcą sekretarza i od 1907 do 1912 sekretarzem zarządu Polskiego Muzeum Szkolnego we Lwowie, od 1909 do 1916 członkiem zarządu Towarzystwa Szkoły Handlowej we Lwowie, członkiem zarządu Towarzystwa Gniazd Sierocych, członkiem czynnym zwyczajnym Wydziału Towarzystwa dla Popierania Nauki Polskiej we Lwowie, członkiem wydziału Zjednoczenia Chrześcijańskich Polskich Towarzystw Kobiecych. Była także członkinią Towarzystwa Nauczycieli Szkół Wyższych. W 1909 wybrano ją do komitetu miejskiego Stronnictwa Demokratyczno-Narodowego.
Pod koniec I wojny światowej wzięła udział w obronie Lwowa w trakcie wojny polsko-ukraińskiej. 27 października 1919 wybrano ją do Rady Naczelnej, a 30 maja 1920 do Rady Dzielnicowej Związku Ludowo-Narodowego we Lwowie. Od marca 1920 zasiadała w komitecie Poparcia Fundacji im. Romana Dmowskiego. Po odzyskaniu przez Polskę niepodległości w latach 20. pełniła funkcję dyrektorki szkoły powszechnej we Lwowie. Była członkiem Polskiego Towarzystwa Dendrologicznego (1924–1926). Działała także w Towarzystwie Popierania Przemysłu i Handlu Polskiego „Rozwój” oraz w Narodowej Organizacji Kobiet. W 1929 ze stanowiska kierowniczki siedmioklasowej szkoły powszechnej żeńskiej im. Klementyny Tańskiej we Lwowie została spensjonowana.
Działała w Straży Mogił Polskich Bohaterów we Lwowie, w której zasiadała w zarządzie, w komisji rewizyjnej. Organizacja zainicjowała budowę Cmentarza Obrońców Lwowa. W latach 20. działała w Bloku Katolicko-Narodowym.
Została pochowana na Cmentarzu Obrońców Lwowa.

## Ordery i odznaczenia
- Krzyż Kawalerski Orderu Odrodzenia Polski (2 maja 1923)[29][30]
- Srebrny Wawrzyn Akademicki (5 listopada 1938)[31]